# Olympische Sommerspiele 1908/Leichtathletik – 200 m (Männer)
Der 200-Meter-Lauf der Männer bei den Olympischen Spielen 1908 in London wurde am 23. Juli 1908 im White City Stadium entschieden.
Olympisches Gold gewann der Kanadier Robert Kerr. Er siegte vor den beiden US-Amerikanern Robert Cloughen und Nate Cartmell.
An den beiden Tagen zuvor gab es Vor- und Zwischenläufe zur Ermittlung des Finalfeldes. Die deutlich zu große Anzahl von Vorläufen ist nur dadurch zu erklären, dass zahlreiche gemeldete Läufer nicht antraten. In zwei Fällen blieb nur ein einziger Läufer übrig. Ob diese beiden Vorläufe dann tatsächlich ausgetragen wurden oder die Teilnehmer kampflos das Halbfinale erreichten, ist nicht ganz klar.

## Rekorde
Der hier angegebene Weltrekord wurde in einem Rennen über 220 Yards aufgestellt das entspricht 201,168 Metern. Weltrekorde waren damals noch inoffiziell.
| Weltrekord         | 21,2 s | Bernard Wefers | USA | New York (USA), 30. Mai 1896                |
| Weltrekord         | 21,2 s | John Maybury   | USA | Chicago (USA), 5. Juni 1897                 |
| Weltrekord         | 21,2 s | Bernard Wefers | USA | Toronto (Kanada), 25. September 1897        |
| Weltrekord         | 21,2 s | Dan Kelly      | USA | Spokane (USA), 23. Juni 1906                |
| Olympischer Rekord | 21,6 s | Archie Hahn    | USA | Finale von St. Louis (USA), 31. August 1904 |

Anmerkung zum Weltrekord durch Dan Kelly von 1906:

Dan Kelly war auf einer geraden Bahn ohne Kurve gelaufen.
Der olympische Rekord blieb bei diesen Spielen ungefährdet. Olympiasieger Robert Kerr blieb im schnellsten Rennen, dem elften Vorlauf, mit 22,2 s um sechs Zehntelsekunden über dem bestehenden Rekord.

## Ergebnisse
Datum: 21. Juli 1908
Für das Halbfinale qualifizierten sich nur die Vorlaufsieger – hellgrün hinterlegt.
Bei den in Klammern aufgeführten Zeiten handelt es sich um Schätzwerte.

### 1. Vorlauf
| Platz | Athlet       | Land           | Zeit (s) |
| ----- | ------------ | -------------- | -------- |
| 1     | John George  | Großbritannien | 23,4     |
| 2     | Victor Henny | Niederlande    | k. A.    |

John George gewann den Vorlauf deutlich mit zehn Yards Vorsprung.

### 2. Vorlauf
| Platz | Athlet           | Land        | Zeit (s) |
| ----- | ---------------- | ----------- | -------- |
| 1     | Harold Huff      | USA         | 22,8     |
| 2     | Edward Duffy     | Südafrika   | (23,2)   |
| 3     | Henk van der Wal | Niederlande | k. A.    |
| 4     | Knut Stenborg    | Schweden    | k. A.    |

Edward Duffy hatte einen Rückstand von eineinhalb Yards.

### 3. Vorlauf

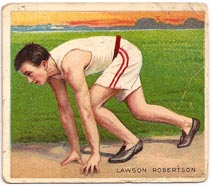
Lawson Robertson – hier auf einer Reklamekarte – ausgeschieden als Zweiter des dritten Vorlaufs
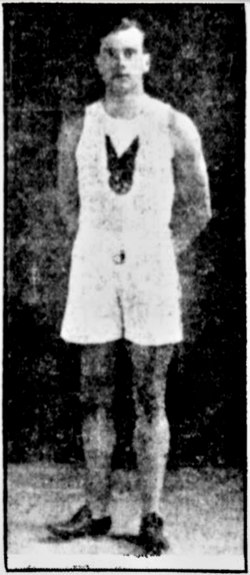
Frank Lukeman – ausgeschieden als Dritter des dritten Vorlaufs

| Platz | Athlet           | Land           | Zeit (s) |
| ----- | ---------------- | -------------- | -------- |
| 1     | Patrick Roche    | Großbritannien | 22,8     |
| 2     | Lawson Robertson | USA            | (23,0)   |
| 3     | Frank Lukeman    | Kanada         | k. A.    |
| 4     | Evert Koops      | Niederlande    | k. A.    |

Patrick Roche gewann mit einem Yard Vorsprung.

### 4. Vorlauf
| Platz | Athlet          | Land     | Zeit (s) |
| ----- | --------------- | -------- | -------- |
| 1     | Nate Cartmell   | USA      | 23,0     |
| 2     | Vilmos Rácz     | Ungarn   | (23,3)   |
| 3     | Ragnar Stenberg | Finnland | k. A.    |

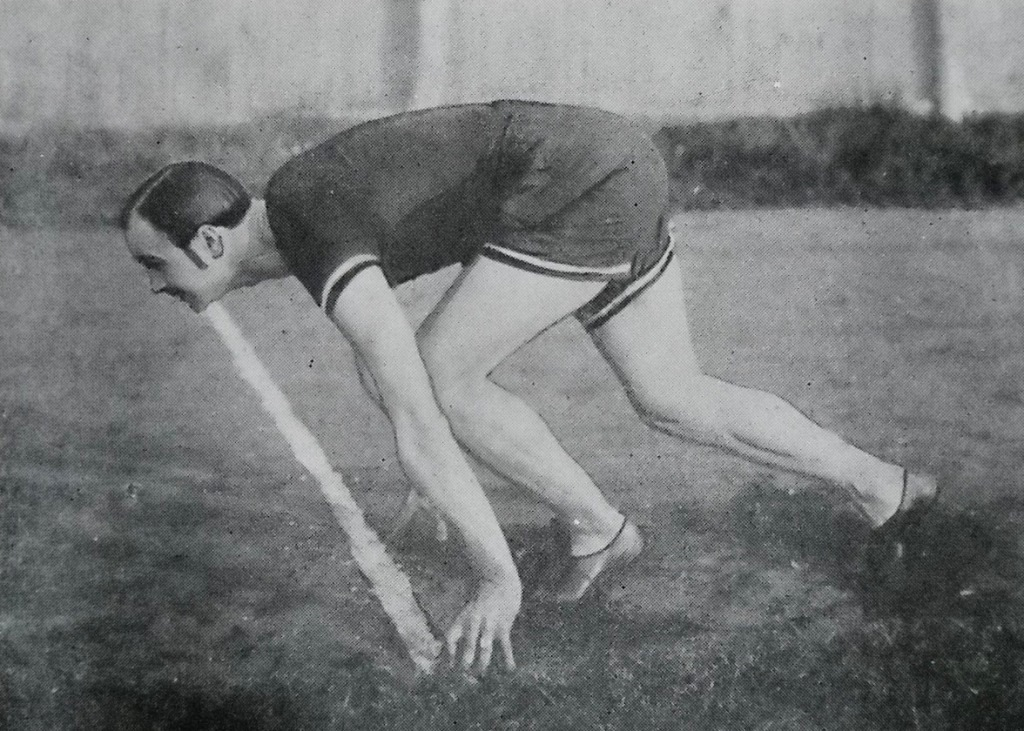
Vilmos Rácz – ausgeschieden als Zweiter des vierten Vorlaufs

Der Olympiazweite von 1904 Nate Cartmell gewann seinen Vorlauf mit zwei Yards Vorsprung.

### 5. Vorlauf
| Platz | Athlet          | Land           | Zeit (s) |
| ----- | --------------- | -------------- | -------- |
| 1     | Georges Malfait | Frankreich     | 22,6     |
| 2     | Robert Duncan   | Großbritannien | (23,1)   |

Zwischen beiden Läufern Georges Malfait und Robert Duncan lag ein Abstand von vier Yards.

### 6. Vorlauf
| Platz | Athlet          | Land        | Zeit (s) |
| ----- | --------------- | ----------- | -------- |
| 1     | Sven Låftman    | Schweden    | 23,8     |
| 2     | Frigyes Mezei   | Ungarn      | (24,0)   |
| 3     | Ernestus Greven | Niederlande | k. A.    |

Sven Låftman lag zwei Yards vor Frigyes Mezei. Als einziger Vorlaufsieger verzichtete der Schwede später auf die Teilnahme am Halbfinale.

### 7. Vorlauf
| Platz | Athlet         | Land   | Zeit (s)      |
| ----- | -------------- | ------ | ------------- |
| 1     | Károly Radóczy | Ungarn | im Alleingang |

### 8. Vorlauf
| Platz | Athlet          | Land    | Zeit (s) |
| ----- | --------------- | ------- | -------- |
| 1     | Robert Cloughen | USA     | 23,4     |
| 2     | Umberto Barozzi | Italien | (24,1)   |

Zwischen beiden Läufern lag ein Abstand von sechs Yards.

### 9. Vorlauf
| Platz | Athlet              | Land           | Zeit (s) |
| ----- | ------------------- | -------------- | -------- |
| 1     | Samuel Hurdsfield   | Großbritannien | 23,6     |
| 2     | Michail Paschalidis | Griechenland   | (24,0)   |

Zwischen beiden Läufern lag ein Abstand von anderthalb Yards.

### 10. Vorlauf
| Platz | Athlet           | Land           | Zeit (s) |
| ----- | ---------------- | -------------- | -------- |
| 1     | William Hamilton | USA            | 22,4     |
| 2     | Lou Sebert       | Kanada         | (22,8)   |
| 3     | Henry Pankhurst  | Großbritannien | k. A.    |
| 4     | Pál Simon        | Ungarn         | k. A.    |
| 5     | Fernand Halbart  | Belgien        | k. A.    |

William Hamilton siegte mit einem Vorsprung von drei Yards.

### 11. Vorlauf
| Platz | Athlet           | Land           | Zeit (s) |
| ----- | ---------------- | -------------- | -------- |
| 1     | Robert Kerr      | Kanada         | 22,2     |
| 2     | William W. May   | USA            | (22,7)   |
| 3     | James P. Stark   | Großbritannien | k. A.    |
| 4     | Knut Lindberg    | Schweden       | k. A.    |
| 5     | Emilio Brambilla | Italien        | k. A.    |

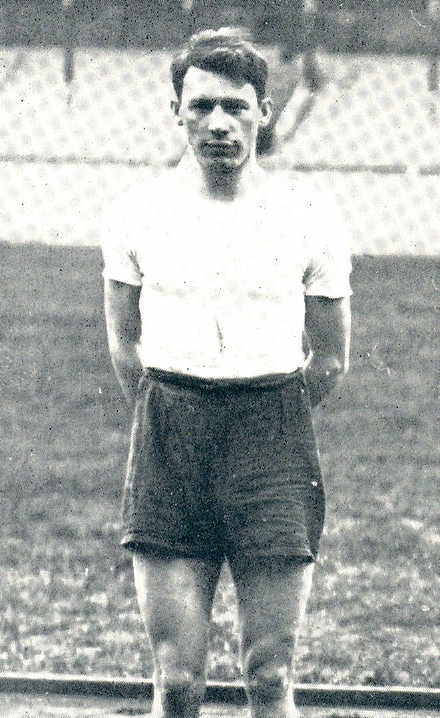
Knut Lindberg – ausgeschieden als Vierter des elften Vorlaufs

Robert Kerr siegte im schnellsten 200-Meter-Rennen bei diesen Spielen mit zweieinhalb Yards Vorsprung.

### 12. Vorlauf
| Platz | Athlet            | Land           | Zeit (s) |
| ----- | ----------------- | -------------- | -------- |
| 1     | Nathaniel Sherman | USA            | 22,8     |
| 2     | Jack Morton       | Großbritannien | (23,1)   |
| 3     | Eduard Schönecker | Österreich     | k. A.    |
| 4     | Cornelis den Held | Niederlande    | k. A.    |

Nathaniel Sherman gewann mit einem Vorsprung von zwei Yards.

### 13. Vorlauf
| Platz | Athlet          | Land           | Zeit (s) |
| ----- | --------------- | -------------- | -------- |
| 1     | Lionel Reed     | Großbritannien | 23,2     |
| 2     | Arthur Hoffmann | Deutschland    | (23,5)   |

Zwischen den beiden Läufern lagen zweieinhalb Yards.

### 14. Vorlauf
| Platz | Athlet           | Land     | Zeit (s)      |
| ----- | ---------------- | -------- | ------------- |
| 1     | Oscar Guttormsen | Norwegen | im Alleingang |

### 15. Vorlauf
| Platz | Athlet           | Land           | Zeit (s) |
| ----- | ---------------- | -------------- | -------- |
| 1     | George Hawkins   | Großbritannien | 22,8     |
| 2     | Henri Meslot     | Frankreich     | (23,2)   |
| 3     | Jacobus Hoogveld | Niederlande    | k. A.    |

George Hawkins siegte mit drei Yards Vorsprung.

## Halbfinale
Datum: 22. Juli
Für das Finale qualifizierten sich nur die Halbfinalsieger – hellgrün hinterlegt.
Die Siegzeiten waren in allen vier Halbfinalrennen mit 22,6 s identisch. Auch im Finale erzielte der Sieger diese Zeit.
Bei den in Klammern aufgeführten Zeiten handelt es sich um Schätzwerte.

### 1. Halbfinale
| Platz | Athlet           | Land     | Zeit (s) |
| ----- | ---------------- | -------- | -------- |
| 1     | Robert Kerr      | Kanada   | 22,6     |
| 2     | William Hamilton | USA      | (22,7)   |
| 3     | Károly Radóczy   | Ungarn   | k. A.    |
| 4     | Oscar Guttormsen | Norwegen | k. A.    |

Die beiden schnellsten Vorlaufsieger trafen direkt aufeinander, so dass einer von beiden das Finale verpassen musste. Robert Kerr setzte sich durch, Károly Radóczy wurde Dritter mit geringem Abstand auf den zweitplatzierten William Hamilton.

### 2. Halbfinale
| Platz | Athlet            | Land | Zeit (s) |
| ----- | ----------------- | ---- | -------- |
| 1     | Nate Cartmell     | USA  | 22,6     |
| 2     | Nathaniel Sherman | USA  | (22,9)   |
| 3     | Harold Huff       | USA  | k. A.    |

Nate Cartmell gewann mit eineinhalb Yards Vorsprung auf die dicht beieinander hinter ihm liegenden Konkurrenten.

### 3. Halbfinale
| Platz | Athlet            | Land           | Zeit (s) |
| ----- | ----------------- | -------------- | -------- |
| 1     | Robert Cloughen   | USA            | 22,6     |
| 2     | Lionel Reed       | Großbritannien | (22,8)   |
| 3     | John George       | Großbritannien | k. A.    |
| 4     | Samuel Hurdsfield | Großbritannien | k. A.    |

Robert Cloughen gewann mit einem Yard Vorsprung.

### 4. Halbfinale
| Platz | Athlet          | Land           | Zeit (s) |
| ----- | --------------- | -------------- | -------- |
| 1     | George Hawkins  | Großbritannien | 22,6     |
| 2     | Patrick Roche   | Großbritannien | (22,6)   |
| 3     | Georges Malfait | Frankreich     | k. A.    |

George Hawkins hatte im Ziel nur einen Fuß Vorsprung.
Im Halbfinale ausgeschiedene Sprinter:

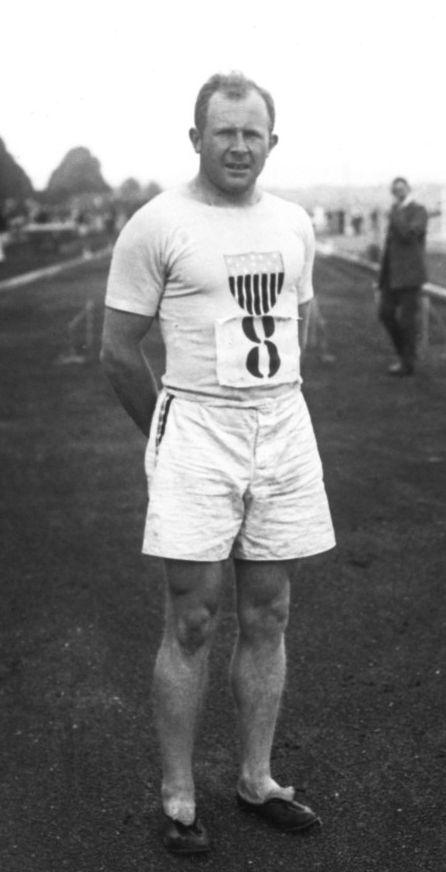
William Hamilton schied knapp geschlagen im ersten Halbfinallauf aus
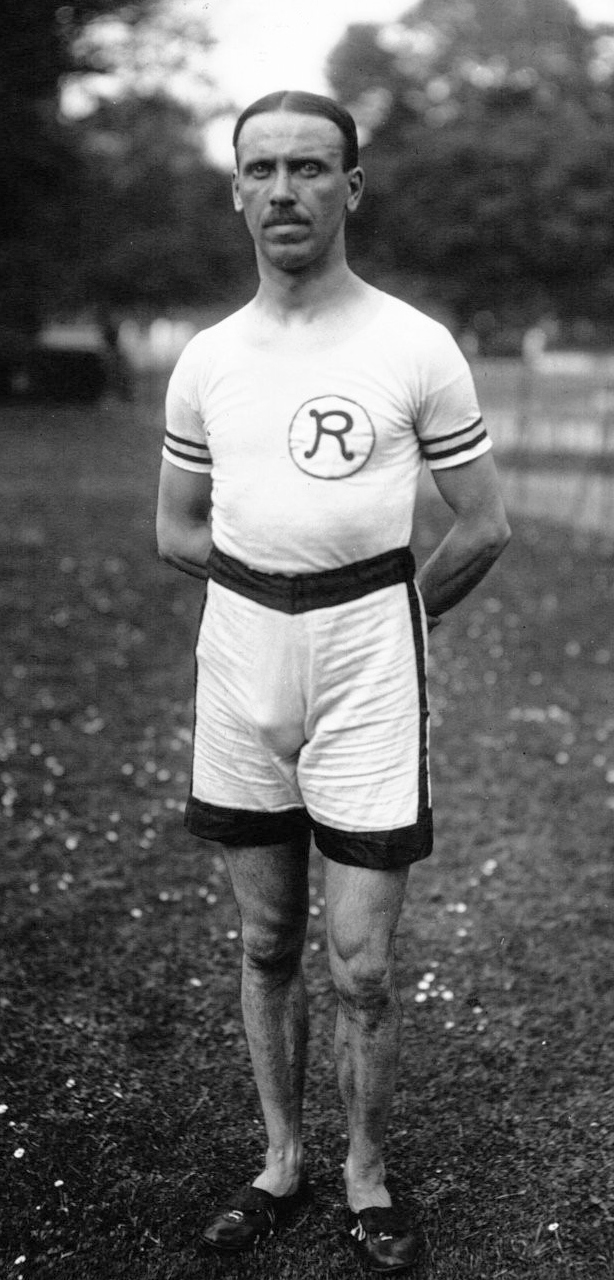
Georges Malfait – ausgeschieden als Dritter des letzten Halbfinals

## Finale
Datum: 23. Juli
| Platz | Athlet          | Land           | Zeit (s) |
| ----- | --------------- | -------------- | -------- |
| 1     | Robert Kerr     | Kanada         | 22,6     |
| 2     | Robert Cloughen | USA            | k. A.    |
| 3     | Nate Cartmell   | USA            | k. A.    |
| 4     | George Hawkins  | Großbritannien | k. A.    |

Der Kanadier Robert Kerr brachte sich mit einem schnellen Kurvenlauf nach hundert Metern deutlich in Führung. Auf der zweiten Streckenhälfte kamen seine Gegner auf. Vor allem Robert Cloughen, der auf seinen Halbfinallauf über 100 Meter verzichtet hatte, um ausgeruht in das 200-Meter-Rennen zu gehen, war auf der Zielgeraden sehr schnell und warf sich mit einem Sprung ins Ziel. Doch es reichte nicht mehr, Kerr blieb hauchdünn vorn. Über Gold und Silber entschied ein Abstand von zwei Fuß.
Der Olympiasieger hatte wie auch der Silbermedaillengewinner irische Wurzeln. 1896 war Robert Kerr im Alter von vier Jahren mit seinen Eltern auf eine Farm nach Hamilton in Kanada ausgewandert. Robert Cloughen, geboren in New York City, gehörte nicht einmal dem offiziellen US-Team an. Sein Verband, der Irish-American AC, dem Einwanderer mit irischen Vorfahrern angehörten, hatte ihn zu den Sprintwettbewerben angemeldet – eine Besonderheit, die in den frühen Jahren der olympischen Geschichte noch möglich war.

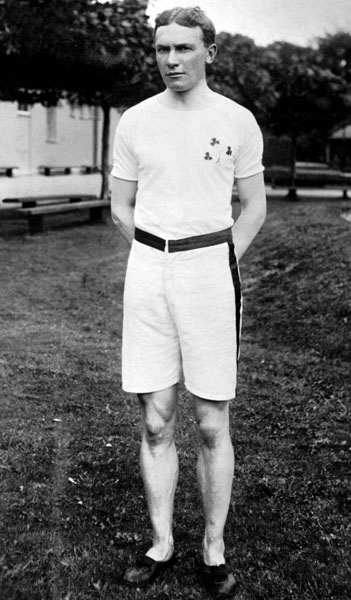
Robert Kerr – Gold über 200 Meter nach Bronze über 100 Meter am Tag zuvor
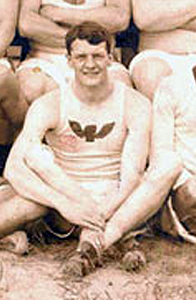
Silbermedaillengewinner Robert Cloughen
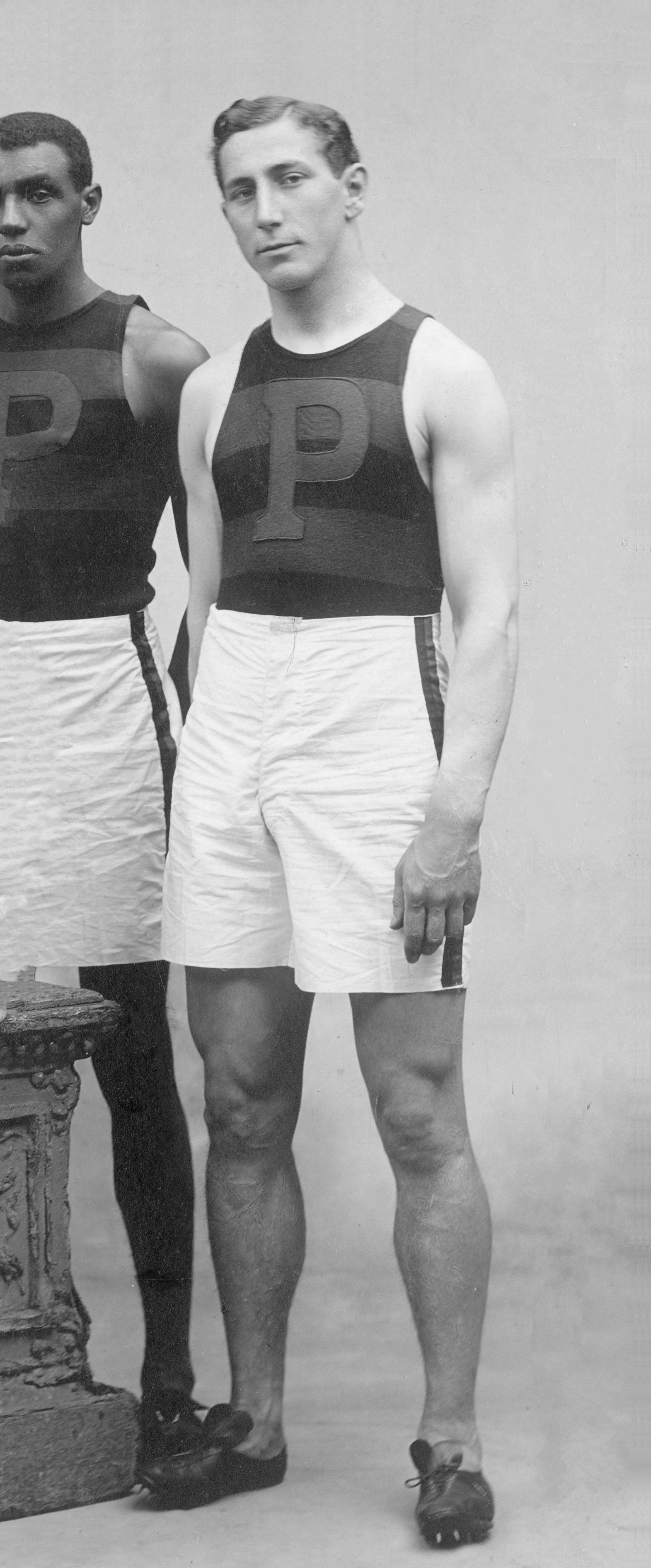
Der viertplatzierte des 100-Meter-Finales Nate Cartmell gewann Bronze über 200 Meter